# Championnat de Malaisie de football 2019
Navigation
Saison 2018 Saison 2020
La saison 2019 du Championnat de Malaisie de football est la trente-huitième édition de la première division en Malaisie. Les douze meilleurs clubs du pays sont regroupés au sein d'une poule unique où ils s'affrontent deux fois, à domicile et à l'extérieur. En fin de saison, les deux derniers du classement final sont relégués et remplacés par les deux meilleurs clubs de deuxième division.
Johor Darul Ta'zim FC, tenant du titre, remporte son sixième titre de champion de Malaisie. 

## Clubs participants
- Johor Darul Ta'zim FC
- Perak FA
- PKNS FC
- Pahang FA
- Terengganu FA
- Kedah FA
- Melaka United
- Selangor FA
- Kuala Lumpur FA
- Petaling Jaya City FC - Club promu de D2
- PKNP FC
- Felda United FC - Club promu de D2

- Initialement le Felcra FC devait être promu, mais le club se retire laissant la place au MISC-MIFA. Ce dernier a été relocalisé à Petaling Jaya et renommé en Petaling Jaya City FC[2].

## Compétition
Le barème de points servant à établir le classement se décompose ainsi :
- Victoire : 3 points
- Match nul : 1 point
- Défaite : 0 point

### Classement
| Rang | Équipe                  | Pts | J  | G  | N | P  | Bp | Bc | Diff |
| ---- | ----------------------- | --- | -- | -- | - | -- | -- | -- | ---- |
| 1    | Johor Darul Ta'zim FCT  | 53  | 22 | 16 | 5 | 1  | 41 | 19 | +22  |
| 2    | Pahang FA               | 43  | 22 | 12 | 7 | 3  | 37 | 21 | +16  |
| 3    | Selangor FA             | 37  | 22 | 10 | 7 | 5  | 41 | 35 | +6   |
| 4    | Kedah FA                | 34  | 22 | 9  | 7 | 6  | 37 | 29 | +8   |
| 5    | Perak FA                | 33  | 22 | 8  | 9 | 5  | 36 | 31 | +5   |
| 6    | Melaka United           | 33  | 22 | 9  | 6 | 7  | 34 | 30 | +4   |
| 7    | Terengganu FA           | 30  | 22 | 7  | 9 | 6  | 35 | 37 | -2   |
| 8    | Petaling Jaya City FC P | 26  | 22 | 8  | 2 | 12 | 22 | 29 | -7   |
| 9    | PKNS FC                 | 21  | 22 | 5  | 6 | 11 | 37 | 38 | -1   |
| 10   | Felda United FC P       | 19  | 22 | 4  | 7 | 11 | 27 | 43 | -16  |
| 11   | PKNP FC                 | 16  | 22 | 3  | 7 | 12 | 22 | 40 | -18  |
| 12   | Kuala Lumpur FA         | 14  | 22 | 4  | 2 | 16 | 24 | 49 | -25  |

|  | Qualification pour la Ligue des champions 2020                                                |
|  | Relégation en Premier League                                                                  |
|  | T : Tenant du titre C : Vainqueur de la Coupe de la Fédération P : Club promu en Super League |

- source
- Le vainqueur de la Coupe de la Fédération se qualifie pour le deuxième tour de la Ligue des champions 2020.

## Bilan de la saison
| Championnat de Malaisie de football 2019 |                                  |
| Champion                                 | Johor Darul Ta'zim FC (6e titre) |
| Coupes et trophées                       |                                  |
| Vainqueur de la Coupe de la Fédération   | finale le 27 juillet 2019        |
| Qualifications continentales             |                                  |
| Ligue des champions de l'AFC 2020        | Johor Darul Ta'zim FC            |
| Coupe de l'AFC 2020                      | Aucun                            |
| Promotions et relégations                |                                  |
| Promus en Super League                   |                                  |
| Relégués en Premier League               |                                  |